# Volta a Llombardia 2015
La Volta a Llombardia 2015, 109a edició de la Volta a Llombardia, es disputà el diumenge 4 d'octubre de 2015, amb un recorregut de 245 km entre Bèrgam i Como. Aquesta fou la 27a i darrera prova de l'UCI World Tour 2015.
La cursa fou guanyada per l'italià Vincenzo Nibali (Astana Qazaqstan Team), que arribà en solitari a Como gràcies a un atac en el tram final de l'ascensió a Civiglio, a manca d'uns 17 km per l'arribada. La segona posició fou per l'espanyol Daniel Moreno (Team Katusha), a 21", mentre la tercera fou per a Thibaut Pinot (FDJ), a 32".

## Equips participants
El 17 equips UCI World Tour són presents en aquesta cursa, així com vuit equips continentals professionals convidats: 
| Núm.    | Codi | Equip                 |
| ------- | ---- | --------------------- |
| 1-8     | TCG  | Cannondale-Garmin     |
| 11-18   | ALM  | AG2R La Mondiale      |
| 21-28   | AND  | GW Erco Shimano       |
| 31-38   | AST  | Astana Qazaqstan Team |
| 41-48   | BAR  | Bardiani CSF          |
| 51-58   | BMC  | BMC Racing Team       |
| 61-68   | BOA  | Bora-Argon 18         |
| 71-78   | CCC  | CCC Sprandi Polkowice |
| 81-88   | COL  | Colombia              |
| 91-98   | EQS  | Etixx-Quick Step      |
| 101-108 | FDJ  | FDJ                   |
| 111-118 | IAM  | IAM Cycling           |
| 121-128 | LAM  | Lampre-Merida         |

| Núm.    | Codi | Equip               |
| ------- | ---- | ------------------- |
| 131-138 | LTS  | Lotto Soudal        |
| 141-148 | MOV  | Movistar Team       |
| 151-158 | NIP  | Nippo-Vini Fantini  |
| 161-168 | OGE  | Orica-GreenEDGE     |
| 171-178 | STH  | Southeast           |
| 181-188 | TGA  | Team Giant-Alpecin  |
| 191-198 | KAT  | Team Katusha        |
| 201-208 | TLJ  | Team LottoNL-Jumbo  |
| 211-218 | SKY  | Team Sky            |
| 221-228 | TCS  | Team Tinkoff-Saxo   |
| 231-238 | TFR  | Trek Factory Racing |
| 241-248 | UHC  | UnitedHealthcare    |

## Classificació general
|    | Ciclista                 | Equip                 | Temps      | Punts UCI |
| -- | ------------------------ | --------------------- | ---------- | --------- |
| 1  | Vincenzo Nibali (ITA)    | Astana Qazaqstan Team | 6h 16' 28” | 100       |
| 2  | Daniel Moreno (ESP)      | Team Katusha          | + 21"      | 80        |
| 3  | Thibaut Pinot (FRA)      | FDJ                   | + 32"      | 70        |
| 4  | Alejandro Valverde (ESP) | Movistar Team         | + 46"      | 60        |
| 5  | Diego Rosa (ITA)         | Astana Qazaqstan Team | + 46"      | 50        |
| 6  | Mikel Nieve (ESP)        | Team Sky              | + 46"      | 40        |
| 7  | Tony Gallopin (FRA)      | Lotto Soudal          | + 56"      | 30        |
| 8  | Esteban Chaves (COL)     | Orica-GreenEDGE       | + 56"      | 20        |
| 9  | Sergio Henao (COL)       | Team Sky              | + 56"      | 10        |
| 10 | Gianluca Brambilla (ITA) | Etixx-Quick Step      | + 1' 10"   | 4         |